# Jossgrund
Jossgrund é um município da Alemanha, situado no distrito de Main-Kinzig, no estado de Hesse. Tem 50,61 km² de área, e sua população em 2019 foi estimada em 3.410 habitantes.